# Meinolf

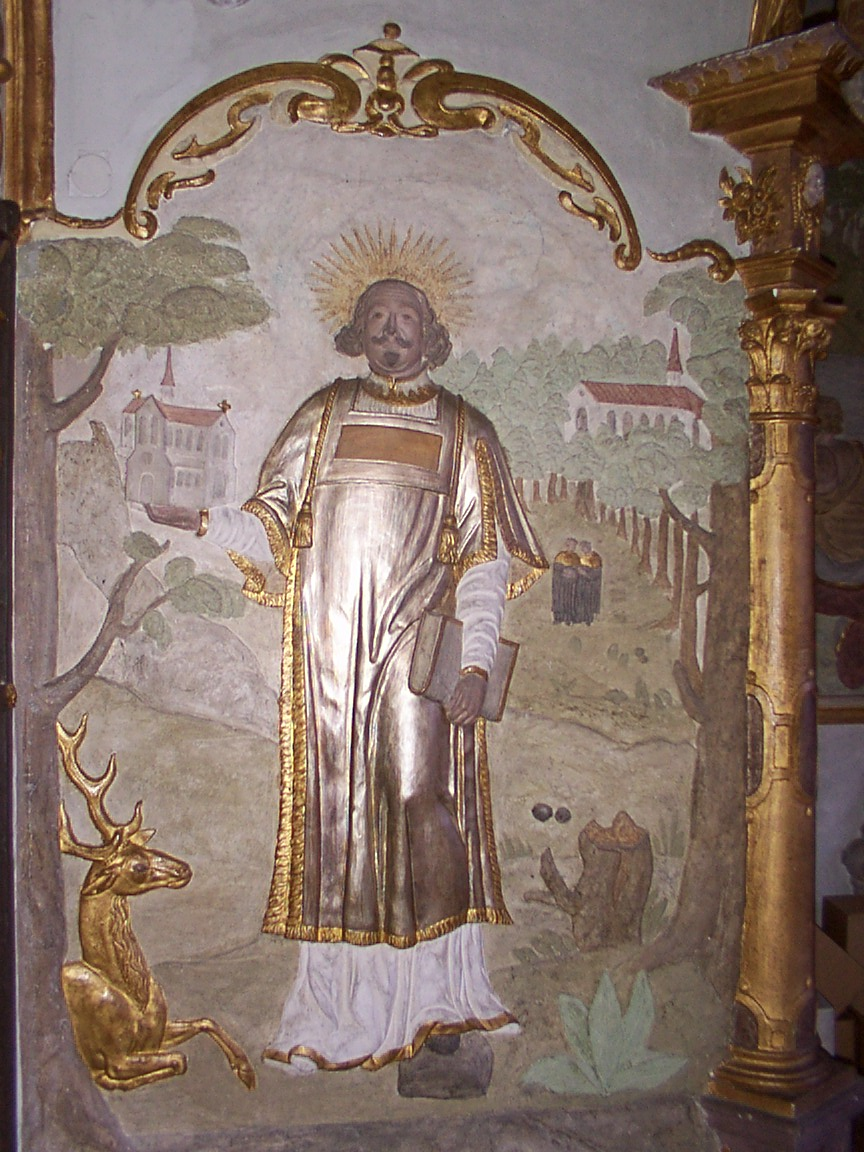
Sankt Meinolf

Der heilige Meinolf (lateinisch Meinolfus, Meinulfus oder Meinulphus; * um 795; † 5. Oktober 857 in Böddeken) war ein Priester, Archidiakon und Gründer des Klosters Böddeken.
Der Name Meinolf (auch Meinolph) kommt aus dem Althochdeutschen und bedeutet „kräftig wie ein Wolf“.

## Leben
Meinolf wurde um 795 geboren und war adliger Herkunft. Sein Taufpate war Karl der Große. Unter Bischof Hathumar erhielt Meinolf in der Domschule von Paderborn seine Ausbildung und wurde danach ins Paderborner Domstift aufgenommen. Er erhielt die Weihe zum Diakon und wurde 836 Archidiakon des Bistums Paderborn. Im selben Jahr führte er die Paderborner Delegation an, die die Reliquien des Heiligen Liborius aus Le Mans holte. Aus Anlass dieser Translation schlossen die beiden Kirchen von Paderborn und Le Mans einen „Liebesbund ewiger Bruderschaft“, der heute noch besteht.

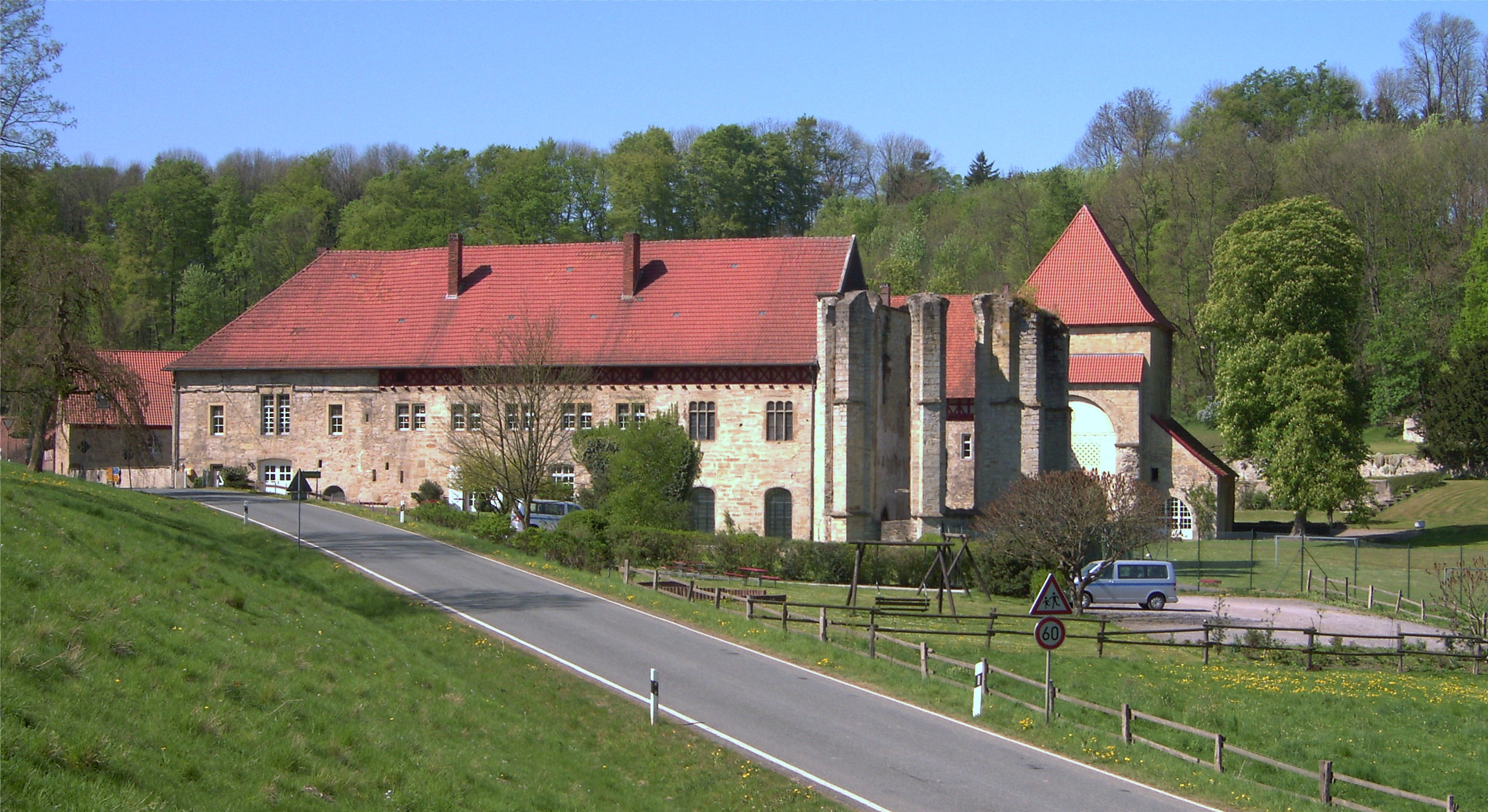
Gut Böddeken mit der Ruine der ehemaligen Klosterkirche

837 gründete Meinolf das Kanonissenstift Böddeken bei Büren. Der Ort gehört heute zum Stadtteil Wewelsburg der Stadt Büren.
Meinolf starb am 5. Oktober 857 in Böddeken.

## Legende
Die Gründung des Klosters Böddeken erfolgte der Legende nach an der Stelle, die Meinolf ein Hirsch mit einem Kreuz zwischen dem Geweih zeigte.

## Verehrung

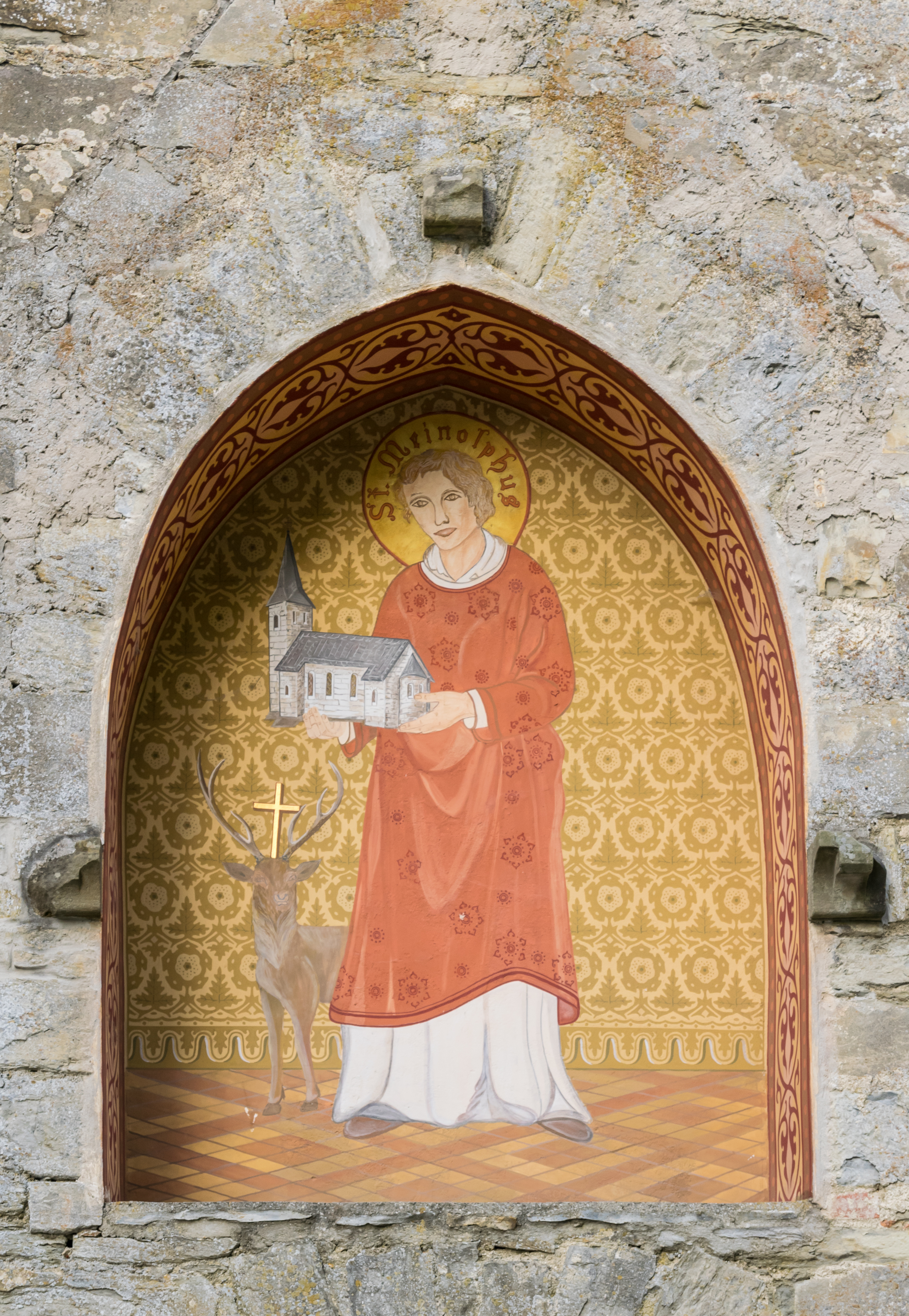
Darstellung des heiligen Meinolf am Torhaus in Böddeken

Der Gedenktag für Meinolf in der katholischen Kirche ist sein Todestag, der 5. Oktober. Er ist der älteste Heilige des Bürener Landes und wird im Paderborner Regionalkalender verehrt.
Wesentlichen Anteil an der Wiederaufnahme und der Verbreitung der Meinolfverehrung hat Gobelin Person: Nach dem Niedergang des Klosters im 14. Jahrhundert reformiert er dieses und übergibt es 1409 Augustinerchorherren aus Zwolle. Das wieder aufblühende Böddeken wird zu einem der größten Klöster Deutschlands. Die Verehrung des Heiligen blüht wieder auf, unterstützt durch die von Gobelin Person verfasste Lebensbeschreibung, die „Vita Sancti Meinulfi“.

## Darstellung in der Kunst
Der Heilige wird gemeinsam mit einem Hirsch, häufig mit einem Kreuz zwischen dem Geweih, dargestellt und trägt ein Modell des von ihm gegründeten Klosters Böddeken in der Hand.

## Meinolf geweihte Bauwerke
- St. Meinolf (Bielefeld)
- St. Meinolphus und Mauritius (Bochum), Gemeindekirche der römisch-katholischen Kirche, Bistum Essen, an der Hattinger Straße im Ortsteil Ehrenfeld von Bochum
- Alt St. Meinolfus (Dörenhagen) in Borchen
- St. Meinolf (Bellersen) in Brakel
- St.-Meinolfus-Kirche in Dortmund-Wambel
- St. Meinolf (Paderborn)
- Meinolfus-Kapelle im Tal des Friedens, erbaut nach dem Zweiten Weltkrieg.
- St. Meinolf in Delbrück-Schöning